# Manfred Korfmann
Manfred Korfmann (Keulen, 26 april 1942 - Tübingen, 11 augustus 2005) was een Duitse archeoloog.
Vanaf 1972 werkte hij in Anatolië, en tussen 1982 en 1987 leidde hij de opgraving van de haven van Troje. In 1988 kreeg hij, als eerste sinds Carl Blegen, het recht in Troje zelf opgravingen te doen. Sindsdien was hij leider van de opgravingen aldaar, tot hij overleed in augustus 2005.

## Werken (selectie)
- Troia: ein historischer Überblick und Rundgang (met D. Mannsberger, 1998)